# 麒麟山
麒麟山（きりんざん）は、新潟県東蒲原郡阿賀町津川に位置する、標高191mの山。

## 概要

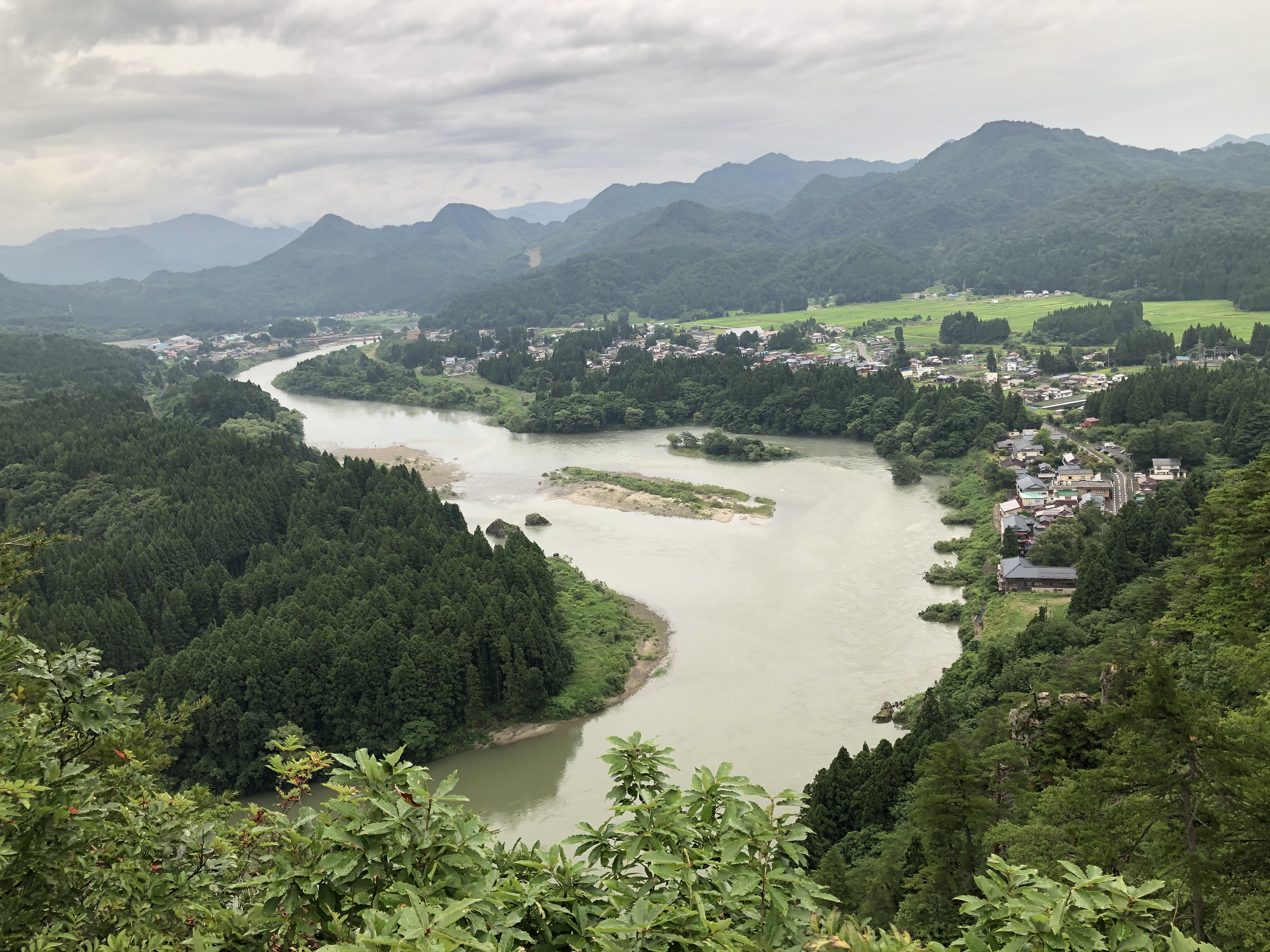
麒麟山山頂より望む阿賀野川（2020年7月）

山の名は、中国の想像上の動物「麒麟」の姿に似ていることに由来すると言われている。この山では昔、狐火（鬼火）と呼ばれる光が見られたことから麒麟山及び狐火にまつわる数多くの話が存在する。
山頂の展望台白狐は津川の町並や阿賀野川が一望できる展望台で「白狐」は、詩人野口雨情がキツネ伝説にまつわる童謡（こんこん小山の白狐）を創作したことが由来。約270m東南東の小ピークに三等三角点「城山」があり、こちらの方が194.75mと若干標高が高い（北緯37度41分00秒 東経139度27分50秒 / 北緯37.68323462192227度 東経139.4639602057019度）。
常浪川と阿賀野川に囲まれた山であり、かつては津川城が築かれていた。

## 周辺
- 麒麟山公園
- 麒麟山温泉
- 麒麟橋

### 道路
- 国道49号
- 国道459号
- 新潟県道14号新発田津川線

### 鉄道
- 磐越西線
- 津川駅
- 鹿瀬駅

## 祭り
- 狐の嫁入り行列 -  麒麟山に狐が棲息して毎晩、狐の声が聞こえ狐火が見られたことから。

## 競馬
この名を冠した麒麟山特別が新潟競馬場でレース施行される。